# مکس گمبل
مکس گمبل (انگلیسی: Max Gumpel؛ ۲۳ آوریل ۱۸۹۰ – ۳ اوت ۱۹۶۵ (aged 75)) ورزشکار واترپلو اهل سوئد بود.
وی در مسابقات کشوری و بین‌المللی در مجموع برندهٔ ۱ مدال نقره، ۱ مدال برنز شده‌است.